# Alcoba (Ciudad Real)
Alcoba (auch: Alcoba de los Montes) ist eine Gemeinde mit 567 Einwohnern (Stand: 2024) in der spanischen Provinz Ciudad Real der Autonomen Region Kastilien-La Mancha. 

## Lage
Alcoba befindet sich etwa 70 Kilometer nordwestlich von Ciudad Real in einer Höhe von ca. 640 m. Ein größerer Teil im Nordwesten der Gemeinde gehört zum Parque nacional de Cabañeros.

## Bevölkerungsentwicklung
| Jahr      | 1970 | 1981 | 1991 | 2001 | 2011 | 2021 |
| Einwohner | 1201 | 930  | 842  | 803  | 735  | 568  |

## Sehenswürdigkeiten
- Marienkirche (Iglesia de Nuestra Señora de la Consolación)

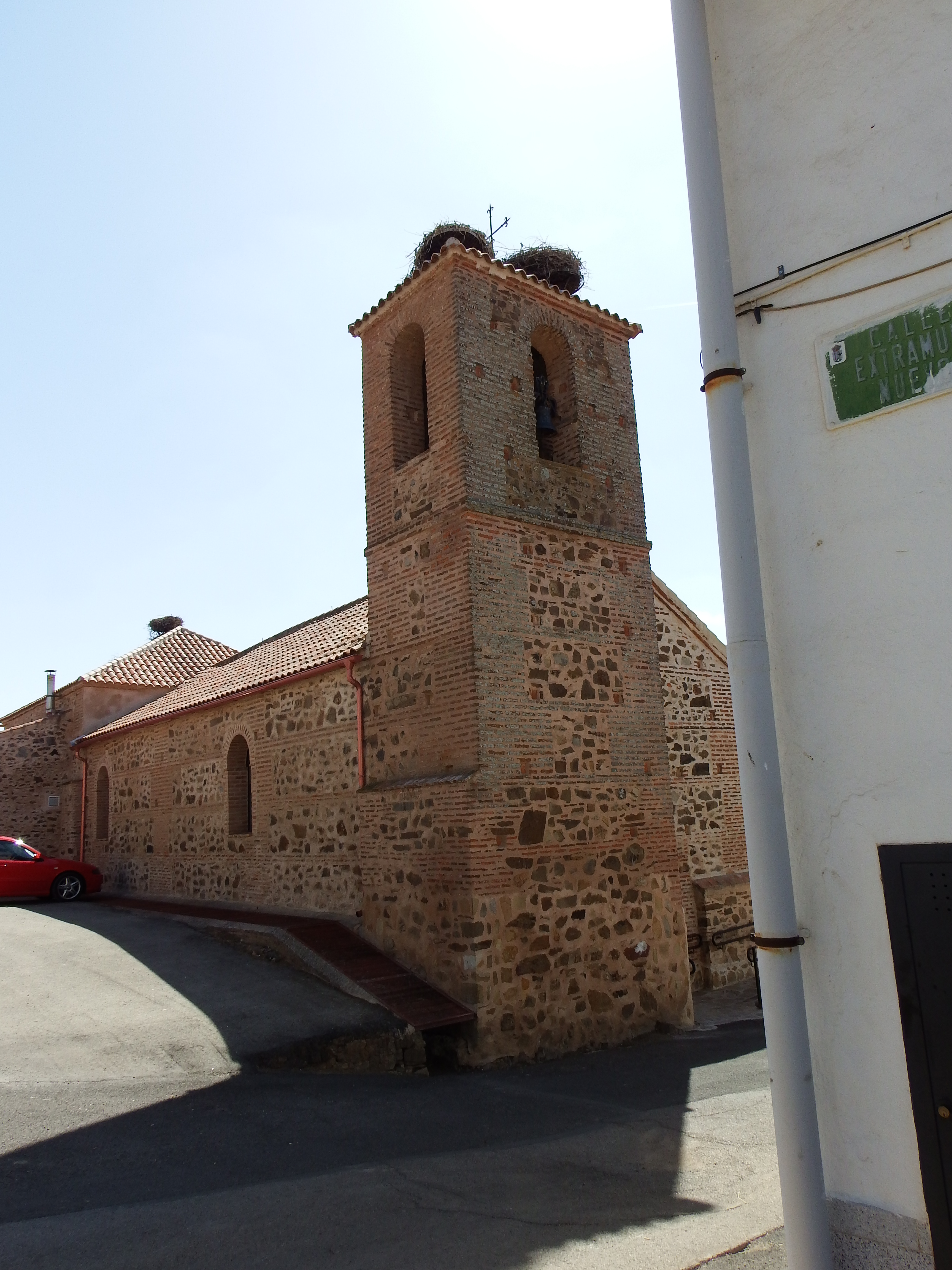
Marienkirche
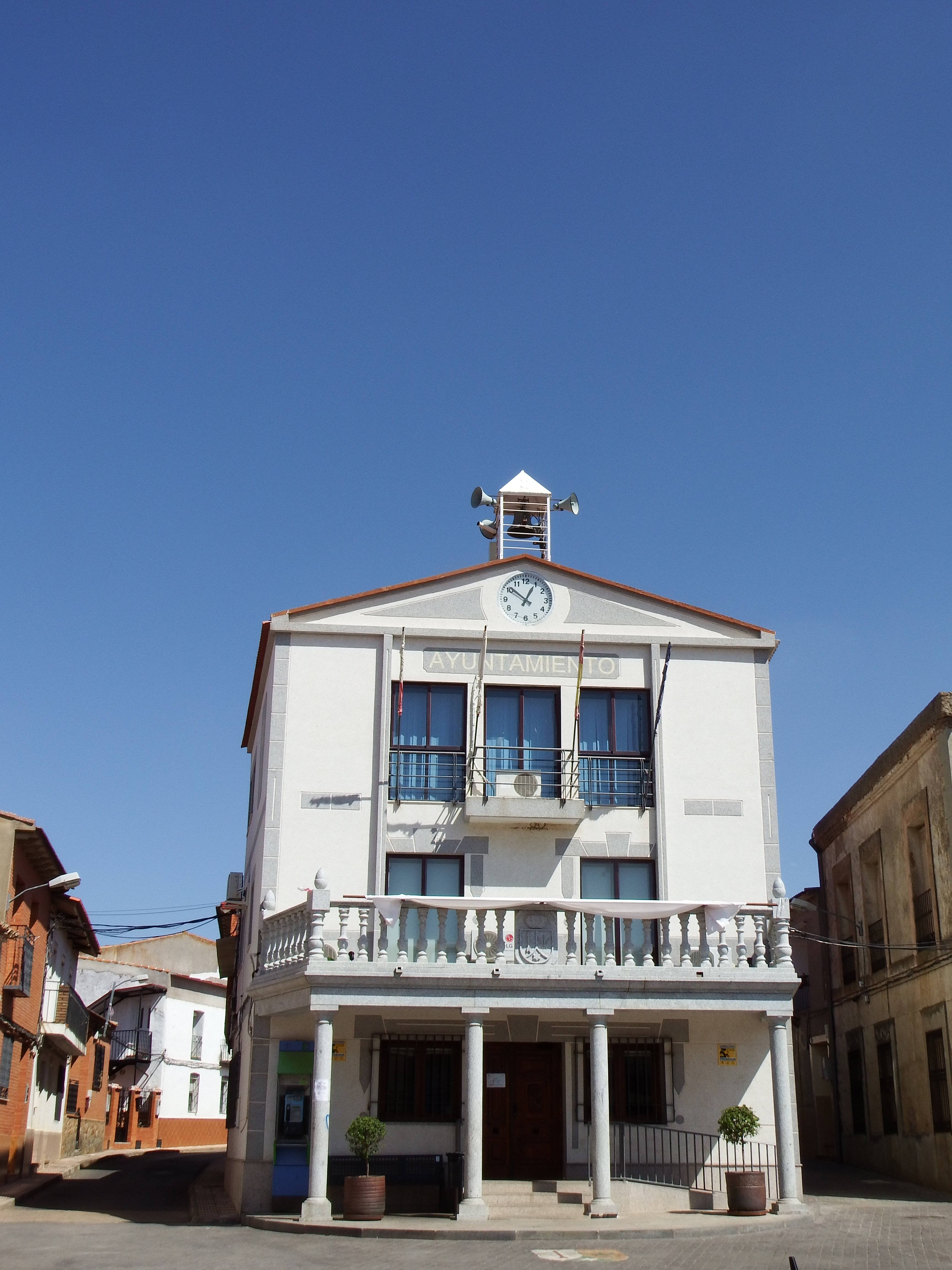
Rathaus